# 山陽電気鉄道300形電車

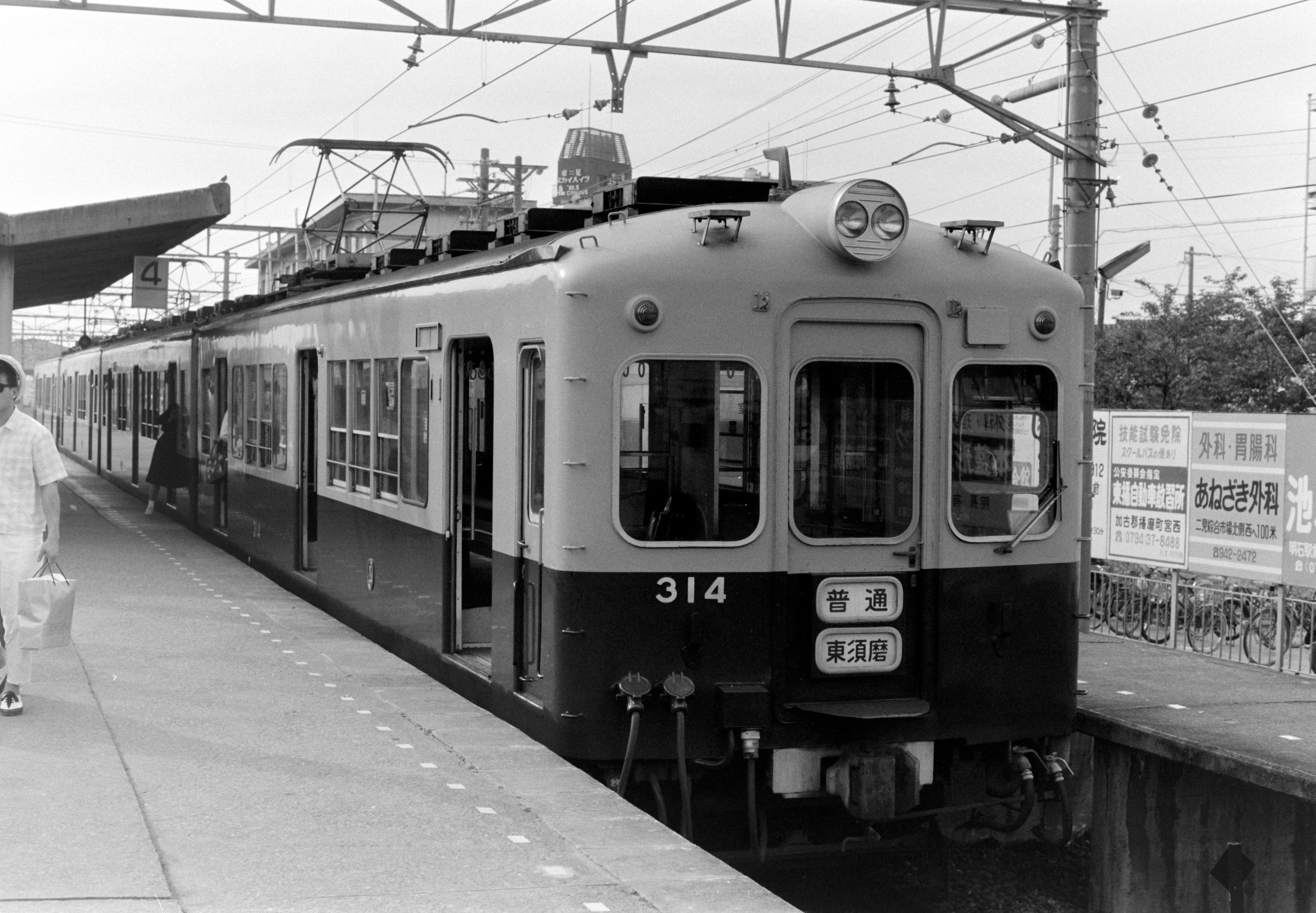
山陽電気鉄道300形（1981年5月、東二見駅）

山陽電気鉄道300形電車（さんようでんきてつどう300がたでんしゃ）は、山陽電気鉄道に過去に在籍した通勤形電車である。
車体幅が狭くラッシュ時の乗降の危険性が指摘されていた、200形の機器を流用し、1962年から1968年にかけて、制御電動車である300形300 - 321と中間電動車である330形330 - 335の計28両が製造された。
当初より普通列車用として企画され、早急に在籍全旅客車の広幅車体化を実現すべく、極力低コストで製造できるよう設計されたため、簡素な造りであった。

## 概要

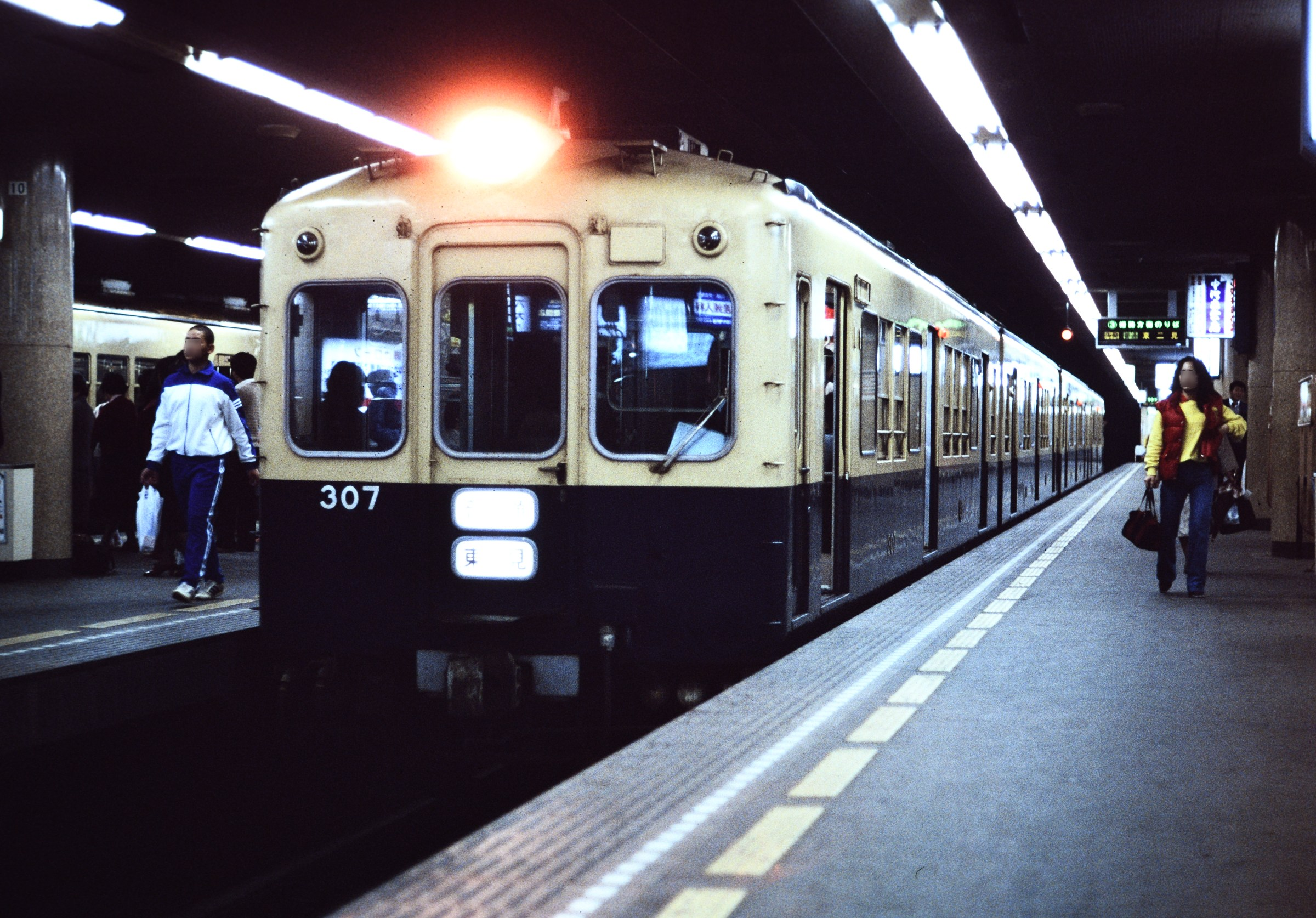
神戸高速鉄道新開地駅（1981年11月）

250・270形への車体更新工事の完了と、老朽化が著しかった1000番台の戦災復旧車の廃車解体により、100形が淘汰された後、山陽電鉄には狭幅車体を持つ車両として、200形201 - 233の34両が残されていた。
当然ながらこれらについても車体の広幅化が求められたが、当時の山陽電鉄は神戸高速鉄道建設計画の進展により、その対応に巨額の費用を要する状況にあったため、これまでのような手の込んだ更新工事はできなくなっていた。しかも、乗客の激増でラッシュ対策も求められるようになり、3扉化の要請も強くなっていたことから、さまざまなプランが検討の俎上に上った。この結果、種車である200形とほぼ同格の15 m級であるが車体幅を2.8 mに拡幅し客用扉を3扉化した、270形に準じた設計の全金属製車体を新造し、これと旧車体を乗せ替えることが決定された。
その際、コストダウンが厳しく要求されたため、第1陣となった300 - 305については川崎車輛（現・川崎車両）で製造した鋼体を自社明石工場に持ち込み、そこで200形から機器を移植して艤装するという、涙ぐましい努力が行われた。もっとも、工場職員が本来の検修業務の合間を縫って艤装を進めたことから、本形式の艤装作業はそのスケジュールが著しく遅延した。この反省から、続く306以降については、川崎車輛へ200形からの流用部品を持ち込みの上、同社で一貫生産するように変更されている。
第1次車として300 - 305が1962年に、306 - 315が1963年に、316 - 321と330 - 333が1967年に、そして最終増備車となった334・335が神戸高速鉄道開業直前の1968年に製造されて合計28両が出揃い、未改造で残された200形の廃車あるいは電動貨車への改造とあわせ、ここに山陽電鉄から車体幅2.4 mの狭幅車体を持つ旅客用車両の淘汰が完了している。

## 車体

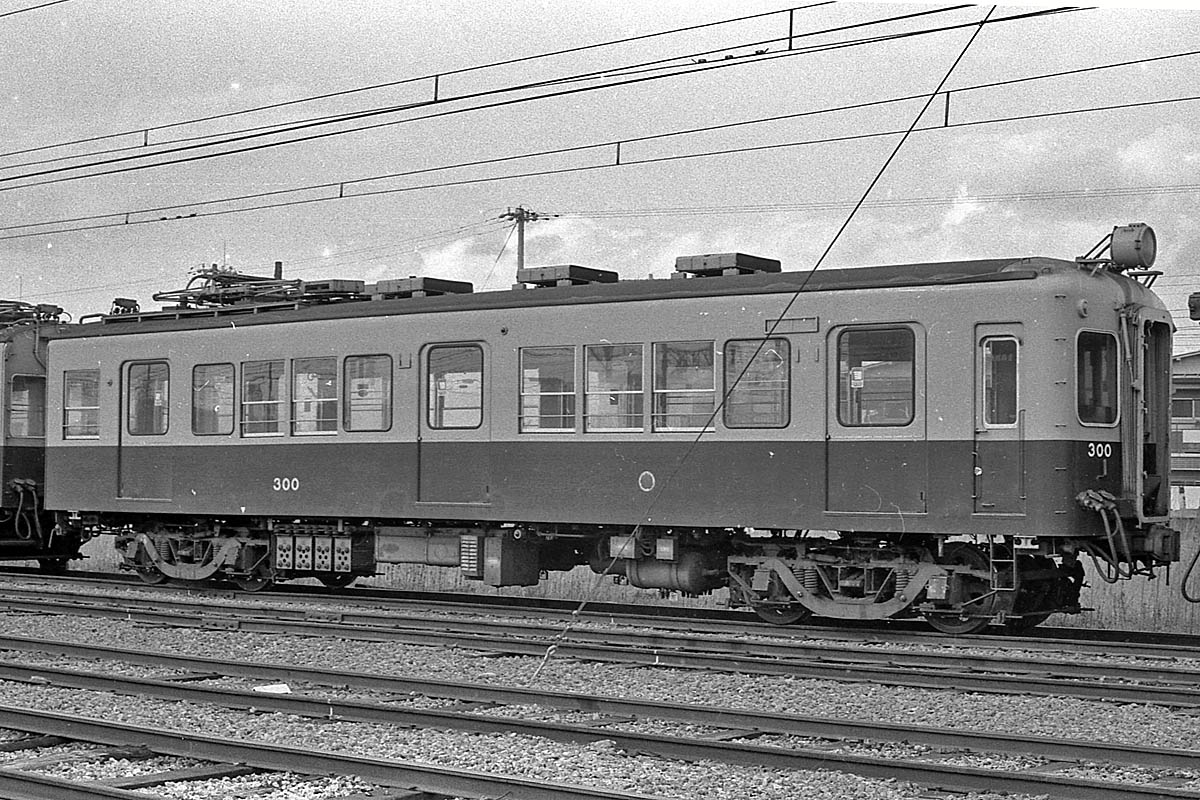
東二見区、1981年頃

上述の通り、270形に準じた準張殻構造で車体幅2.8 m・車体長15 m級の軽量全金属車体である。
ただし、270形と異なり経費節減を図ることが厳しく要求されたため、その構造は車体裾の丸みを廃してそのまま切り落とすなど、随所の構造・工作が簡素化されていた。中でも明石工場で艤装された300 - 305については、前照灯が200形から流用の外付け式とされており、その方針が徹底して遵守されていた。
窓配置はdD (1) 2 (1) D3 (1) D1（300形）および1D (1) 2 (1) D3 (1) D1（330形）で、D（客用扉）に隣接する (1) 表記の1枚窓がHゴム支持による戸袋窓とされていた。側窓は上段下降・下段上昇式の2段窓で、前面の造形は270形とほぼ同一とされた。ただし、上述の通り第1次車の300 - 305のみは前照灯が半埋め込み式の流線型構造のケーシングではなく、従来通りの独立したケーシングを台に載せたタイプとされていた。
座席はロングシートであるが、収容力向上を企図して車端部の座席が省略されており、座席定員はわずか40名であった。
車体設計については270形3次車を基本としつつ簡略化していたため、製造後の改修点は同車とほぼ共通であり、列車無線およびATS導入に伴う機器の追加搭載、前照灯のシールドビーム2灯化、そして前面貫通扉への種別・行先表示器の設置が、神戸高速鉄道への乗り入れ開始に前後して、順次実施されている。

## 電装品・台車
台車は200形から流用の、形鋼組み立て式のイコライザー式台車であるBW-1、主電動機は270形用と同系で神姫電鉄1形のゼネラル・エレクトリック (GE) 製電動機を国産化した芝浦製作所製SE-107B（端子電圧750 V時定格出力52 kW、歯数比63:23、吊り掛け式駆動）、主制御器はオリジナルのGE製K38直接制御器を独自に改造した間接制御器を装備していた200形前期車についてはこれを廃棄の上、100形の270形更新時に発生したGE製電磁単位スイッチ式制御器（PCコントローラ）の模倣品である芝浦製作所製RPC-101が搭載され、当初よりRPC-101を装備していた後期車についてはそのままそれが流用された。
また、ブレーキ弁だけは長大編成化を前提にA動作弁使用のAMA自動空気ブレーキが新規採用されたが、ブレーキシリンダーやロッドといったブレーキワークを構成する主要部品は、200形の非常弁付き直通空気ブレーキ（SMEブレーキ）時代のものが極力再利用されており、ここでもコストダウンが徹底されていた。
270形では老朽化や機能面での問題から再利用されなかった制御器が再利用されたことや、主電動機の電機子軸強化が実施されなかったことでも判る通り長期使用を前提とした設計ではなく、その走行性能は270形と比較して明らかに見劣りしたが、神戸高速鉄道開業までに2.4 m幅車体を持つ旧型車を淘汰するという目標は本形式によって達成され、安全性向上に大きく貢献した。

## 運用
本形式は200形をそのまま置き換える形で就役を開始し、当初は2両編成で普通列車に使用された。その後は、輸送単位の増大に伴い、3連・4連と順次増結を繰り返し、主としてラッシュ時を中心に本線で普通列車専用として運用された。
なお、その増結にあたっては同系電装品を備える250形252が組み込まれた編成も見られたが、それ以外は同系車のみによって編成が組まれていた。
15 m級の小型車ながら座席定員の少ない3扉車であったため、4連時には19 m級車の3連を上回る収容力を発揮したが、その反面、吊り掛け式駆動の旧型台車に加え進段時の衝撃の大きい旧式制御器を装備していたため乗り心地が悪く、乗客からは嫌われた。
特に冷房車が新造されるようになってからは格差が目立ち、冷房化促進のために一時中断されていた3050系冷房車の新製が再開されると、1981年の300 - 303より廃車が開始され、状態の悪い車両から順に淘汰が進められた。もっとも、収容力の大きさが魅力的であったためか、330形を含む後期生産分は旧型車の終焉まで温存された。
1986年夏の5000系第1次車の就役に伴い、最後に残されていた316 - 330 - 331 - 317・318 - 334 - 335 - 319の4連2編成が廃車されて形式消滅となった。

## 転用と保存
1985年夏に3050系アルミ車に置き換えられて運用を離脱した、本形式最終製作グループに属する320 - 332 - 333 - 321の4連は、333・321はそのまま解体されたものの、320については老朽化していた事業用車の1形1を置き換えるべく、側面中央扉を同型車から流用した客用扉を活用して大型両開き扉化し、内部にクレーンやウィンチを搭載して10形10救援車に形式変更され、332についても高砂市内の保育園に払い下げられて保存（現存）されることとなった。
もっとも、10については走行機器の老朽化が深刻となり、またその補修部品の調達が困難になってきたことから、1990年に3550形3550（旧2500形2503）を改造した1500形1500への置き換えが実施されて廃車となった。その後はそのまま車庫に放置されていたが、直通特急の増加に伴う6連化で1998年に5000・5030系が増備され、東二見車庫が手狭になった際に他の残存旧型車と共に解体処分されている。
ただし、そのBW-1台車は保存の手配が取られ、同時期に解体された300・330の同型台車等と合わせて、ニューヨーク交通博物館、リオ・ビスタ鉄道博物館、阪神電気鉄道の3団体に寄贈されたが、いずれの台車がどの団体に寄贈されたかは定かではない。
かくして、山陽で重用された270形が1両も保存されなかったのに対し、新造車建造予算の不足に対する苦肉の策として製造され、ラッシュ時主体に運用されたに過ぎない本形式が台車のみ、あるいは中間車のみという変則的な形ながら保存の機会を得る、という皮肉な結果となった。これは本形式がボールドウィン製台車+GE製主電動機の忠実なコピー品を装着し続け、しかも15 m級の小型車であったためであるが、博物館が保存の価値を認めるほどの古典的ハードウェアが1980年代半ばまで現役として本線上で運用され、1990年代末まで車庫で温存されていたという事実は注目に値しよう。
なお、BW-1については本形式廃車後、複数が東二見工場内で使用する仮台車に改造の上で流用され、現存している。
332号車については現在も同所にあるが、保育所が閉鎖の後、民家になっている。民家の新築に合わせ、再塗装(原色と異なる)と内装の大幅な変更が行われた。